# CD Fátima
El Centro Desportivo de Fátima es un club de fútbol portugués de la ciudad de Fátima. Fue fundado en 1966 y juega en el Campeonato Nacional de Seniores.

## Jugadores

### Jugadores destacados
- Jorge Teixeira
- Bruno Baltazar
- Renato Margaça
- China
- Marinho
- Marco Airosa
- Luis Páez

## Palmarés

### Torneos nacionales
- Segunda División de Portugal (1):2009
- Tercera División de Portugal (3):1991, 1998, 2000
- Liga Regional de Santarém (1):2016